# Véronique Sousset
Véronique Sousset, née le 2 mai 1973 à Quimper, est une directrice des services pénitentiaires française. Elle est également l'auteure de deux ouvrages sur sa vie professionnelle. 

## Biographie
Titulaire d'un diplôme d'études approfondies en droit pénal et sciences criminelles obtenu à l'université de Bordeaux en 1996, Véronique Sousset entre à l'École nationale d'administration pénitentiaire après avoir été reçue première au concours d'entrée des directeurs des services pénitentiaires en 2000. Elle y poursuit une formation de deux ans avant de rejoindre sa première affectation au centre pénitentiaire de Caen. Elle officie un temps à Brest avant de rejoindre en 2006 la direction interrégionale des services pénitentiaires de Rennes. 
En 2008, après neuf années de service, elle se met en disponibilité pour exercer le métier d’avocate. À la suite de neuf mois de préparation, elle prête serment et s'engage dans le droit pénal. Elle exerce sa nouvelle activité à Morlaix puis au Mans mais ne parvient pas à s'associer à un cabinet pénaliste. En juin 2012, elle est l'une des avocats commis d'office d'Éric Sabatier. Le prévenu est condamné avec son ex-épouse à 30 ans de réclusion pour avoir torturé à mort leur fillette de 8 ans. Véronique Sousset se confie sur cette expérience dans un premier ouvrage, Défense légitime, publié en février 2017 aux éditions du Rouergue. L’affaire relatée est la même que celle dont s’est inspiré Alexandre Seurat pour son roman La Maladroite édité en 2015.  
En 2012, elle réintègre le ministère de la Justice et prend le poste de directrice-adjointe du quartiercentre de détention du centre pénitentiaire de Nantes avant une nouvelle prise de fonctions comme cheffe d'établissement de la maison centrale de Saint-Maur, en région Centre-Val de Loire dès novembre 2016, avant de partir, en avril 2018, comme directrice de cabinet du directeur de l'Administration pénitentiaire. En mars 2020, elle est nommée cheffe d'établissement du centre pénitentiaire pour femmes de Rennes. 
Le 31 décembre 2020, elle est nommée au grade de chevalier de l'Ordre national du Mérite.
En 2023, elle quitte ses fonctions de cheffe d'établissement du centre pénitentiaire pour femmes de Rennes pour être nommée adjointe au directeur interrégional des services pénitentiaires de Strasbourg. En 2024, elle est nommée à la direction du Service des Métiers de la Direction de l'Administration pénitentiaire.

## Publications
- 2017 : Défense légitime, 144 p, Éditions du Rouergue (ISBN 978-2-8126-1205-3)
- 2022 : Fragments de prison, Le Cherche midi  (ISBN 978-2-7491-7170-8)
- 2024 : Dans la tête de JCR, Le Cherche midi